# Ácido sebácico
O ácido sebácico é um ácido dicarboxílico que apresenta a estrutura química (HOOC)(CH2)8(COOH). É encontrado na natureza na forma de um floco branco ou pó cristalizado, e  é obtido através da fusão cáustica do óleo de mamona. Atualmente, Índia, China e Brasil respondem pela maior produção mundial desse produto, que conquistou maior importância no mercado brasileiro após os investimentos do governo no biocombustível, que tem entre suas possíveis matérias-primas a mamona. Dos produtos obtidos através do ácido sebácico estão o Nylon-6,10 e lubrificantes para turbinas de avião. Da mesma forma que o ácido azelaico, o ácido sebácico pode ser utilizado na produção industrial de plásticos (como agente de estabilização), lubrificantes, fluidos hidráulicos, cosméticos, velas, etc. É também usado na produção de fragrâncias aromáticas, antissépticos e materiais de pintura.